# Jard-sur-Mer
Jard-sur-Mer est une commune de l'Ouest de la France, située dans le département de la Vendée en région Pays de la Loire.

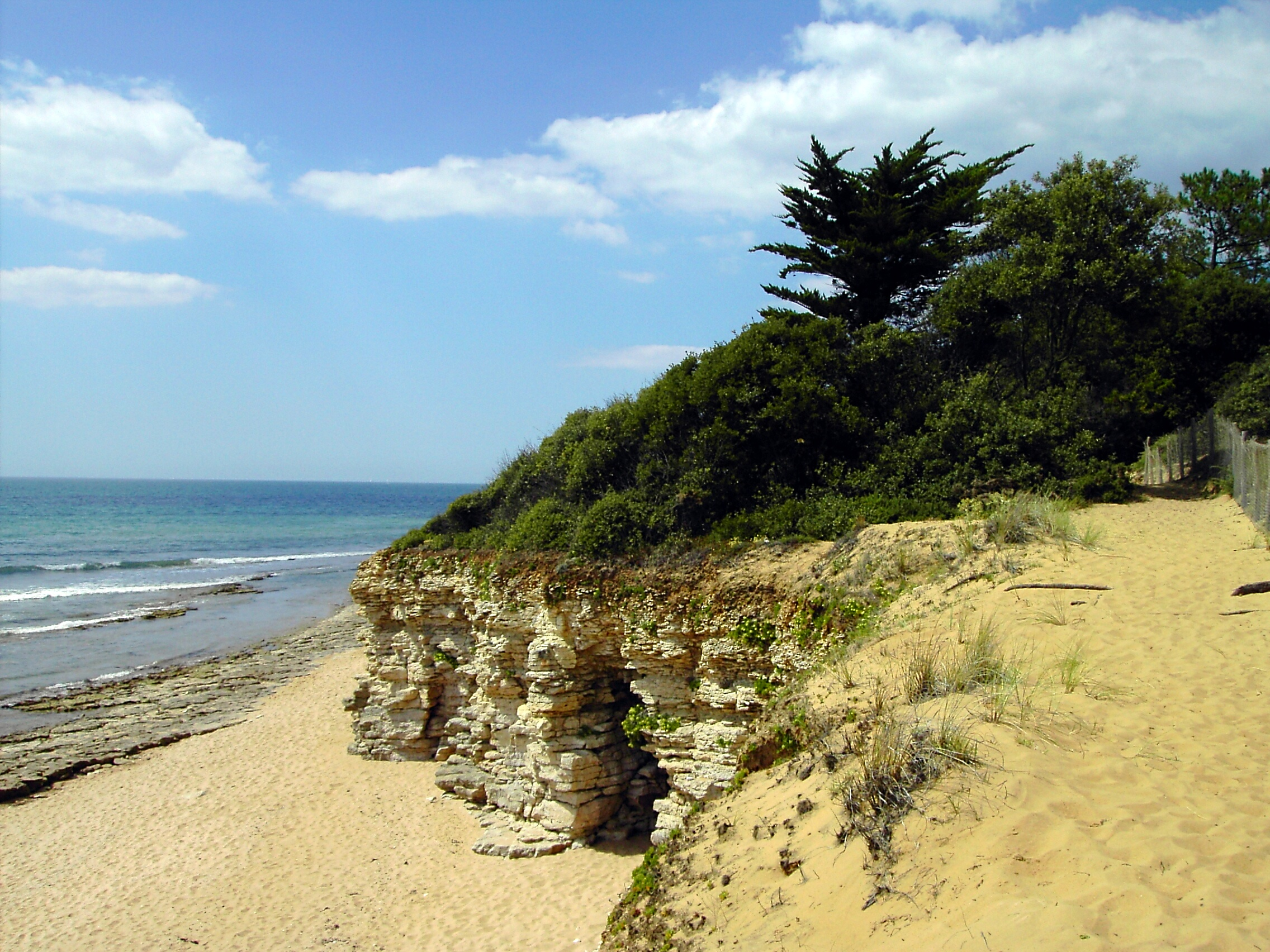
La côte de Jard.

Ses habitants sont les Jardais(es).

## Géographie

### Situation
La commune est située sur la Côte de Lumière, bordée au sud par l'océan Atlantique (golfe de Gascogne). Au nord et à l'ouest, elle est limitée par le havre du Payré, également appelé Gué-Chatenay, et ses marais qu'elle partage avec la commune de Talmont-Saint-Hilaire.

### Géographie physique
Le territoire communal de Jard-sur-Mer s'étend sur 1 682 hectares. L'altitude moyenne de la commune est de 9 mètres, avec des niveaux fluctuant entre 1 et 24 mètres,.
Les terrains sont calcaires. La côte est formée de falaises basses avec des plages étroites et est bordée sur toute sa longueur par une forêt maritime. Cette dernière est notamment plantée de chênes verts aux formes tourmentées.

### Communes limitrophes
| Talmont-Saint-Hilaire | Talmont-Saint-Hilaire |                        |
| Talmont-Saint-Hilaire | Jard-sur-Mer          | Saint-Vincent-sur-Jard |
|                       | Océan atlantique      | Longeville-sur-Mer     |

### Climat
Pour des articles plus généraux, voir Climat des Pays de la Loire et Climat de la Vendée.
En 2010, le climat de la commune est de type climat océanique franc, selon une étude du CNRS s'appuyant sur une série de données couvrant la période 1971-2000. En 2020, Météo-France publie une typologie des climats de la France métropolitaine dans laquelle la commune est exposée à un climat océanique et est dans la région climatique  Bretagne orientale et méridionale, Pays nantais, Vendée, caractérisée par une faible pluviométrie en été et une bonne insolation. 
Pour la période 1971-2000, la température annuelle moyenne est de 12,7 °C, avec une amplitude thermique annuelle de 13,1 °C. Le cumul annuel moyen de précipitations est de 785 mm, avec 12,1 jours de précipitations en janvier et 6,1 jours en juillet. Pour la période 1991-2020, la température moyenne annuelle observée sur la station météorologique de Météo-France la plus proche, sur la commune d'Angles à 13 km à vol d'oiseau, est de 13,2 °C et le cumul annuel moyen de précipitations est de 869,3 mm,. Pour l'avenir, les paramètres climatiques de la commune estimés pour 2050 selon différents scénarios d'émission de gaz à effet de serre sont consultables sur un site dédié publié par Météo-France en novembre 2022.

## Urbanisme

### Typologie
Au 1er janvier 2024, Jard-sur-Mer est catégorisée bourg rural, selon la nouvelle grille communale de densité à sept niveaux définie par l'Insee en 2022.
Elle appartient à l'unité urbaine de Jard-sur-Mer, une agglomération intra-départementale regroupant deux  communes, dont elle est ville-centre,,. La commune est en outre hors attraction des villes,.
La commune, bordée par l'océan Atlantique, est également une commune littorale au sens de la loi du 3 janvier 1986, dite loi littoral. Des dispositions spécifiques d’urbanisme s’y appliquent dès lors afin de préserver les espaces naturels, les sites, les paysages et l’équilibre écologique du littoral, tel le principe d'inconstructibilité, en dehors des espaces urbanisés, sur la bande littorale des 100 mètres, ou plus si le plan local d’urbanisme le prévoit.

### Occupation des sols
L'occupation des sols de la commune, telle qu'elle ressort de la base de données européenne d’occupation biophysique des sols Corine Land Cover (CLC), est marquée par l'importance des territoires agricoles (32,5 % en 2018), en diminution par rapport à 1990 (36,4 %). La répartition détaillée en 2018 est la suivante : 
zones urbanisées (26,2 %), terres arables (22,2 %), forêts (17,4 %), zones humides côtières (13,9 %), zones agricoles hétérogènes (7 %), milieux à végétation arbustive et/ou herbacée (4,1 %), prairies (3,3 %), espaces verts artificialisés, non agricoles (2,5 %), zones humides intérieures (1,9 %), eaux maritimes (1,5 %). L'évolution de l’occupation des sols de la commune et de ses infrastructures peut être observée sur les différentes représentations cartographiques du territoire : la carte de Cassini (XVIIIe siècle), la carte d'état-major (1820-1866) et les cartes ou photos aériennes de l'IGN pour la période actuelle (1950 à aujourd'hui).

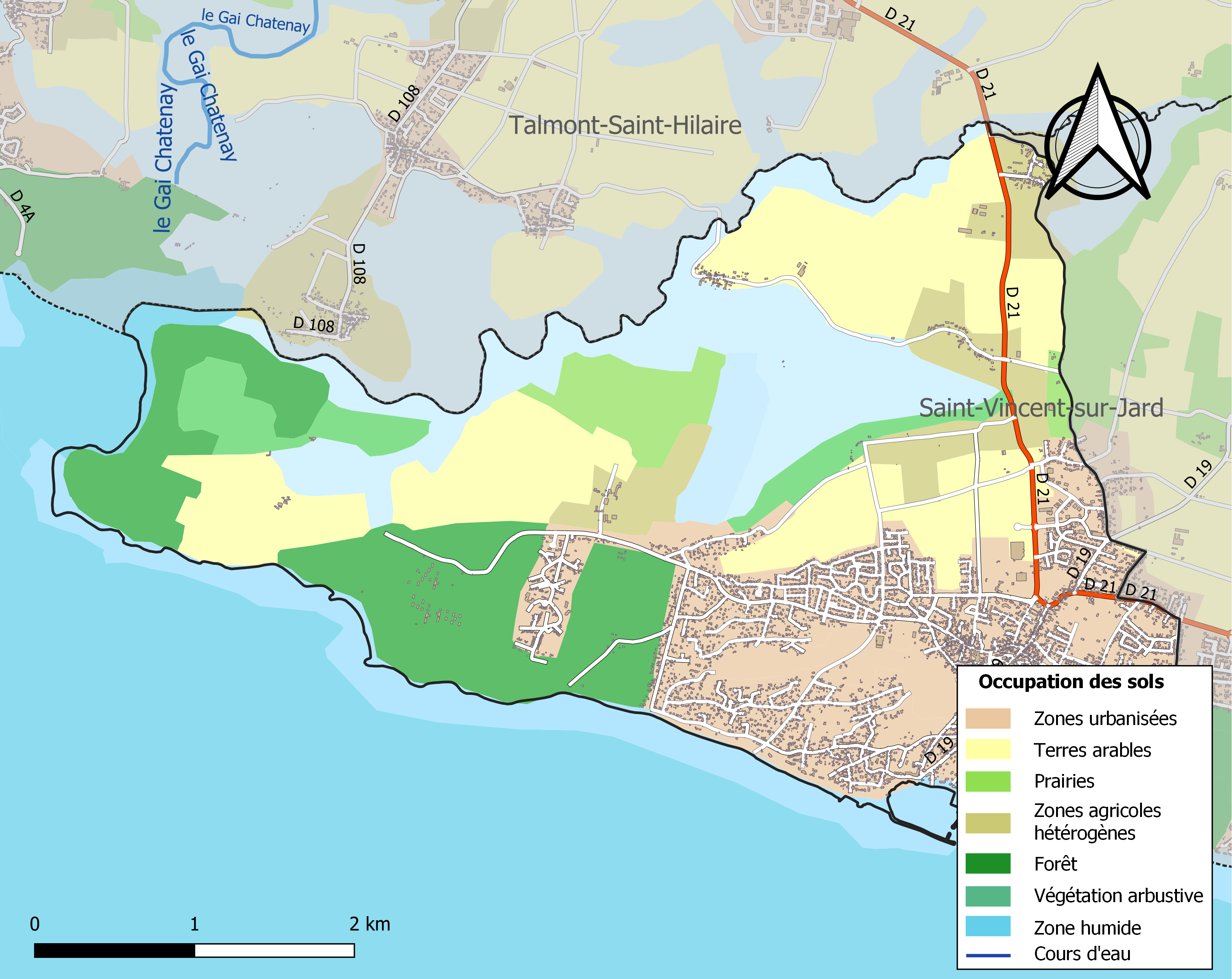
Carte des infrastructures et de l'occupation des sols de la commune en 2018 (CLC).

### Voies de communication et transports
La ligne de bus 550 du réseau régional Aléop assure des liaisons quotidiennes vers Les Sables-d'Olonne et La Tranche-sur-Mer.

## Patrimoine environnemental
- Jard-sur-Mer a obtenu sa deuxième fleur au Concours des villes et villages fleuris lors du palmarès 2008.
- Jard-sur-Mer a obtenu le pavillon bleu d'Europe en 2008.

## Toponymie
Durant la Révolution, la commune, alors nommée Jard, porte le nom de Jard-la-Montagne.
En 1938, la terminaison -sur-Mer est ajoutée au nom de Jard.

## Histoire

### Préhistoire
Dès le Paléolithique, plus précisément au Moustérien, les hommes occupent le littoral vendéen. Des objets du Mésolithique ont été découverts par R. Joussaume à la Pointe du Payré. Au même endroit on trouve aussi une occupation néolithique.

### Antiquité
L'agglomération de Jard-sur-Mer se développa à l'époque gallo-romaine, avec la construction de vastes entrepôts, de basiliques, d'espaces de rupture de charge entre les déchargements de bateaux et le transport routier. Il existait une ville commerçante avec ses habitations en relation avec un port côtier dont on ignore précisément l'emplacement.
La première mention historique de Jard est datée de 1077 ou il est fait mention du Monastère de Jart.
Jard se trouvait à l’extrémité d’une voie qui desservait le rivage nord du golfe des Pictons (Marais poitevin). Cette voie de Jard-sur-Mer à Rauranum (Rom) dans l'actuel département des Deux-Sèvres, passait par Le Langon, autre commune vendéenne connue pour ses importants vestiges gallo-romains. À Rauranum, cette route débouchait sur la grande voie romaine de Mediolanum Santonum ( Saintes) à Limonum (Poitiers). Une partie des marchandises arrivait dans les cales des bateaux. Les amphores mises au jour constituent des indices sur ces marchandises provenant d’Italie ou d’Espagne (Andalousie)...

### Moyen Âge
Au Moyen Âge, la ville gallo-romaine disparaît, la ville construit une église dédiée à sainte Radégonde… peut-être à l’emplacement d’un temple antique.[réf. nécessaire]

### Époque moderne
Au XVIIe siècle, à la plage de la Mine, une exploitation de galène argentifère a lieu. Une carte postale d'avant 1914 montre des mineurs devant un baraquement en bois. Les entrées ont été détruites au milieu de la seconde moitié du XXe siècle.
Dans les années 70, la commune portait le nom de « Les Jars » ou encore de « Les Jars'cool » du fait de la communauté hippie présente en masse dans les premiers campings à s'installer dans le village.

## Héraldique
| Blason | Blasonnement : D'argent à l'écusson de gueules à l'abbaye de Lieu Dieu d'argent, maçonnée de sable, au comble d'azur chargé d'un soleil non figuré d'or, à la champagne de sinople. |

### Devise
La devise de Jard-sur-Mer : En tous temps je brille.

## Politique et administration

### Liste des maires
| Période                                  | Période      | Identité            | Étiquette | Qualité                                                                      |
| ---------------------------------------- | ------------ | ------------------- | --------- | ---------------------------------------------------------------------------- |
| 1824                                     | 1848         | Pierre Morisset     |           |                                                                              |
| 1850                                     | 1900         | Jacques Morisset    |           |                                                                              |
| Les données manquantes sont à compléter. |              |                     |           |                                                                              |
| ca. 1952                                 |              | M. Doric            |           |                                                                              |
| avant 1959                               | après 1963   | Raymond Matheu      |           |                                                                              |
| mars 1965                                | mai 1974     | Marcel Laury        |           | Retraité de la gendarmerie Officier de la Légion d'honneur                   |
| mai 1974                                 | juillet 1974 | Délégation spéciale |           |                                                                              |
| juillet 1974                             | juin 1995    | Serge Caillaud,     | DVG       | Artisan électricien                                                          |
| juin 1995                                | mars 2001    | Pierre Gilbert      |           | Retraité du commerce                                                         |
| mars 2001                                | mai 2020     | Mireille Gréau,     | DVD       | Ancienne adjointe 11e vice-présidente de Vendée-Grand-Littoral (2017 → 2020) |
| mai 2020                                 | En cours     | Sonia Gindreau      |           | Infirmière en Ehpad 4e vice-présidente de Vendée-Grand-Littoral (2020 → )    |
| Les données manquantes sont à compléter. |              |                     |           |                                                                              |

## Population et société

### Démographie

#### Évolution démographique
L'évolution du nombre d'habitants est connue à travers les recensements de la population effectués dans la commune depuis 1793. Pour les communes de moins de 10 000 habitants, une enquête de recensement portant sur toute la population est réalisée tous les cinq ans, les populations de référence des années intermédiaires étant quant à elles estimées par interpolation ou extrapolation. Pour la commune, le premier recensement exhaustif entrant dans le cadre du nouveau dispositif a été réalisé en 2007.

En 2022, la commune comptait 3 046 habitants, en évolution de +15,07 % par rapport à 2016 (Vendée : +5,33 %, France hors Mayotte : +2,11 %).
| 1793 | 1800 | 1806 | 1821  | 1831  | 1836  | 1841  | 1846  | 1851  |
| ---- | ---- | ---- | ----- | ----- | ----- | ----- | ----- | ----- |
| 756  | 830  | 838  | 1 015 | 1 017 | 1 007 | 1 039 | 1 105 | 1 074 |

| 1856  | 1861  | 1866  | 1872  | 1876  | 1881  | 1886  | 1891  | 1896  |
| ----- | ----- | ----- | ----- | ----- | ----- | ----- | ----- | ----- |
| 1 134 | 1 100 | 1 144 | 1 088 | 1 127 | 1 199 | 1 195 | 1 204 | 1 242 |

| 1901  | 1906  | 1911  | 1921  | 1926  | 1931 | 1936 | 1946  | 1954  |
| ----- | ----- | ----- | ----- | ----- | ---- | ---- | ----- | ----- |
| 1 282 | 1 315 | 1 267 | 1 145 | 1 062 | 996  | 967  | 1 027 | 1 014 |

| 1962  | 1968  | 1975  | 1982  | 1990  | 1999  | 2006  | 2007  | 2012  |
| ----- | ----- | ----- | ----- | ----- | ----- | ----- | ----- | ----- |
| 1 168 | 1 242 | 1 413 | 1 612 | 1 817 | 2 235 | 2 449 | 2 480 | 2 635 |

| 2017  | 2022  | - | - | - | - | - | - | - |
| ----- | ----- | - | - | - | - | - | - | - |
| 2 653 | 3 046 | - | - | - | - | - | - | - |

#### Pyramide des âges
La population de la commune est relativement âgée.
En 2018, le taux de personnes d'un âge inférieur à 30 ans s'élève à 10,6 %, soit en dessous de la moyenne départementale (31,6 %). À l'inverse, le taux de personnes d'âge supérieur à 60 ans est de 68,0 % la même année, alors qu'il est de 31,0 % au niveau départemental.
En 2018, la commune comptait 1 204 hommes pour 1 460 femmes, soit un taux de 54,80 % de femmes, largement supérieur au taux départemental (51,16 %).
Les pyramides des âges de la commune et du département s'établissent comme suit.
| Hommes | Classe d’âge | Femmes |
| ------ | ------------ | ------ |
| 1,9    | 90 ou +      | 4,5    |
| 21,1   | 75-89 ans    | 24,0   |
| 43,6   | 60-74 ans    | 40,6   |
| 16,1   | 45-59 ans    | 15,7   |
| 6,0    | 30-44 ans    | 5,2    |
| 5,2    | 15-29 ans    | 5,2    |
| 6,1    | 0-14 ans     | 4,8    |

| Hommes | Classe d’âge | Femmes |
| ------ | ------------ | ------ |
| 0,8    | 90 ou +      | 2,2    |
| 8,7    | 75-89 ans    | 11,1   |
| 20,3   | 60-74 ans    | 21,3   |
| 20     | 45-59 ans    | 19,4   |
| 17,5   | 30-44 ans    | 16,8   |
| 15     | 15-29 ans    | 13,2   |
| 17,7   | 0-14 ans     | 16,1   |

## Culture locale et patrimoine

### Lieux et monuments
- L'abbaye royale Notre-Dame de Lieu-Dieu (XIIe siècle)

Fondée en 1198 par Richard Cœur de Lion, roi d'Angleterre, duc de Normandie et d'Aquitaine et comte d'Anjou, l'abbaye royale de Lieu-Dieu se trouve à deux kilomètres du centre bourg sur la route de la plage de la Mine. Elle comporte trois niveaux et, à son origine, était richement dotée. Elle abritait les moines Prémontrés venus d'une ancienne abbaye que Richard Cœur de Lion avait précédemment fondée à la Genétouze quand il n’était que duc d'Aquitaine.
Ces moines surent mettre en valeur les marais et les terres et l'abbaye fut très prospère malgré les nombreuses agressions suscitées par la convoitise. Pillée en 1316 puis en 1371, elle fut définitivement ruinée par les protestants en 1568.
Elle fut abandonnée en 1720 par les derniers moines.
Le dortoir des moines servit pendant la Première Guerre mondiale d'infirmerie pour les blessés.
Elle vient d'être achetée par un particulier qui a ouvert, en juillet 2013, une partie de l'abbaye (scriptorium, chauffoir, ancien cloître, chapelle avec four à hosties) aux visites guidées gratuites sur rendez-vous (pourboire au guide).
- L'église Sainte-Radégonde (XIIe siècle)

C’est à Richard Cœur de Lion, roi d’Angleterre, que l'on doit cette imposante église romane achevée en 1198. Elle rappelle l'exode vers Jard-sur-Mer des bénédictins de l'abbaye Sainte-Croix de Poitiers, fuyant l'avancée des Sarrasins en emportant les reliques de sainte Radegonde, reine des Francs à qui elle est dédiée.
L’édifice fut fortifié au XVe siècle et était autrefois entouré de douves. Il a été partiellement détruit par les protestants lorsqu'ils attaquèrent la cité en 1568. Rebâtie puis modifiée, la chapelle de la Vierge est de style gothique et forme un bel ensemble avec la charpente et le pilier central au chapiteau en feuilles de palmier. L'église possède également un retable et un tableau du Rosaire de Peinus, représentant Richelieu, Louis XIII, la reine Anne d’Autriche, Mazarin et le pape assistant à l’incendie de La Rochelle en 1628. Ces deux œuvres viennent d’être entièrement restaurées.
- Maison de Georges Clemenceau à proximité à Saint-Vincent-sur-Jard.
- La chapelle Sainte-Anne (1650).

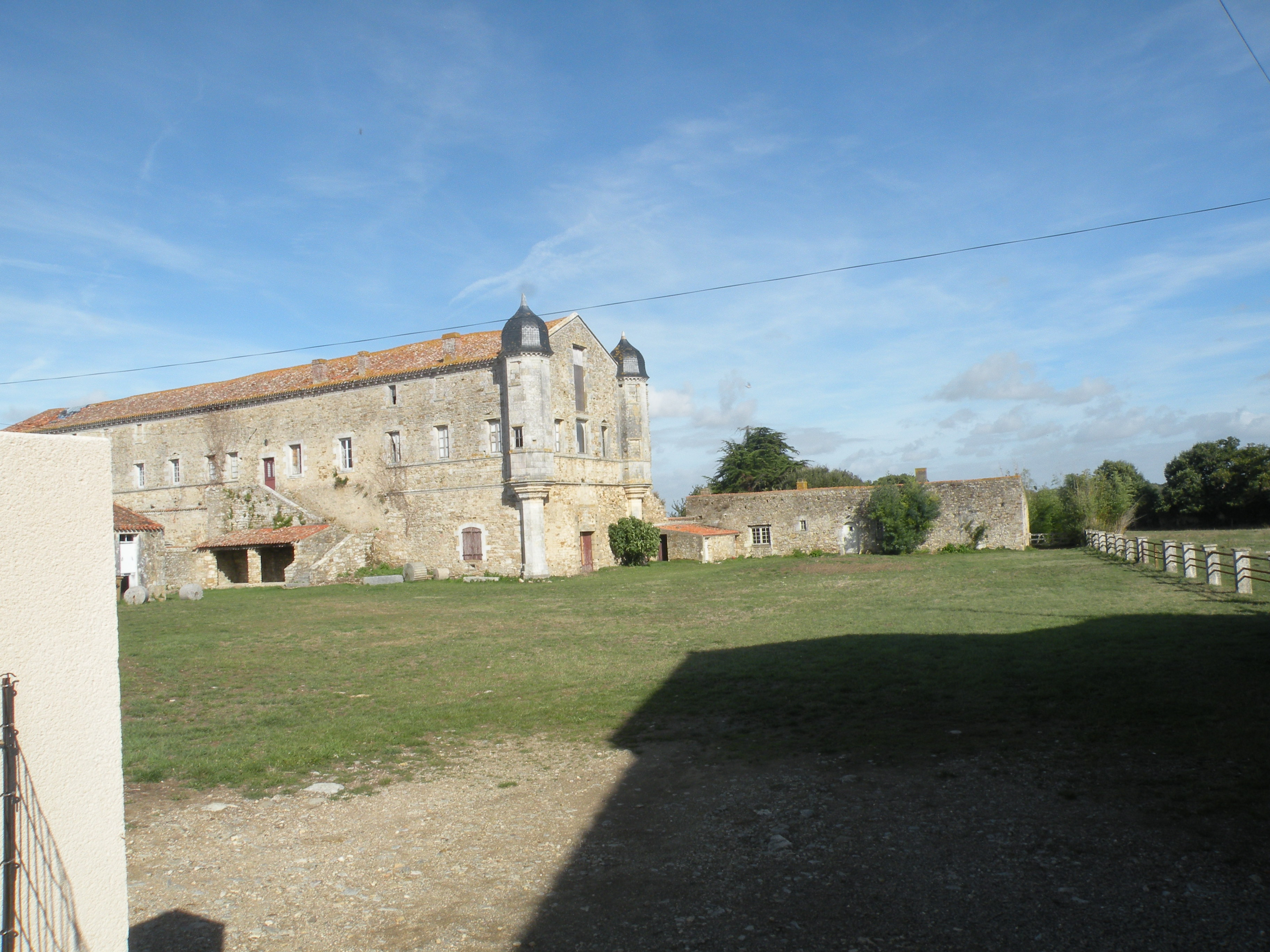
L'Abbaye royale de Lieu-Dieu.
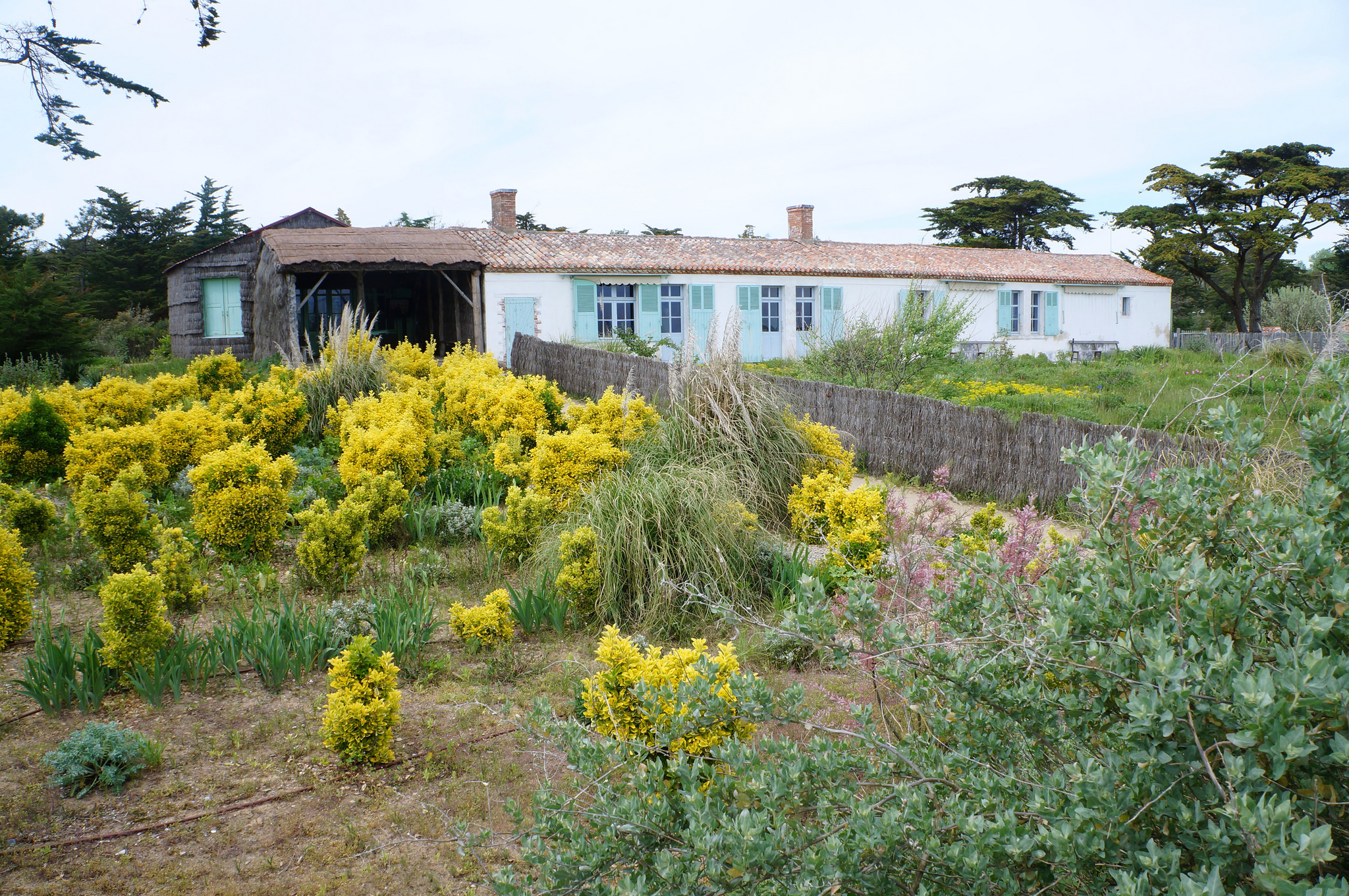
Maison de Clemenceau.
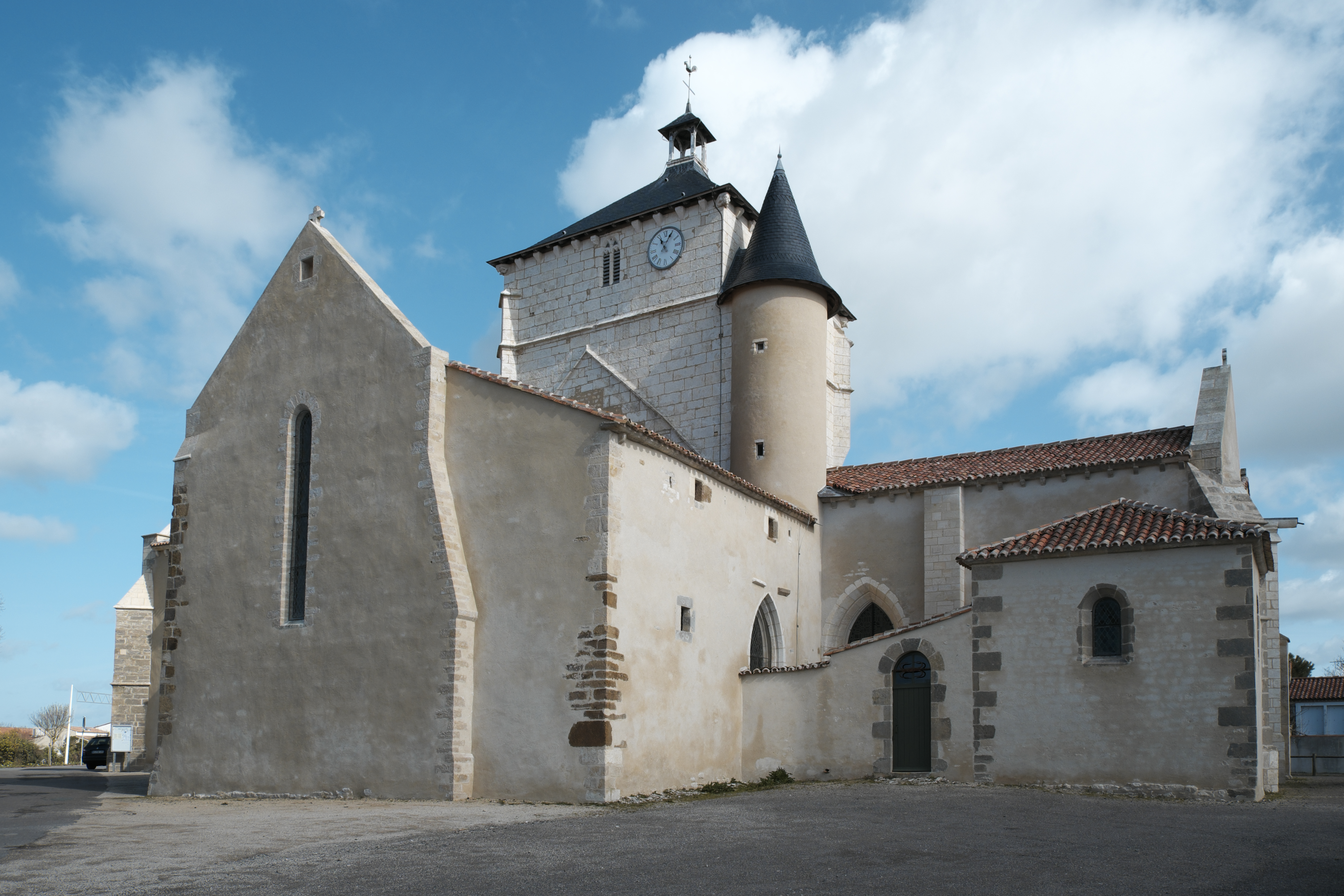
Église Sainte-Radégonde.